# Lixing-lès-Rouhling
Lixing-lès-Rouhling (deutsch Lixingen bei Ruhlingen) ist eine französische Gemeinde mit 810 Einwohnern (Stand 1. Januar 2022) im Département Moselle in der Region Grand Est (bis 2015 Lothringen). Sie gehört zum Arrondissement Sarreguemines.

## Geografie
Die Gemeinde Lixing-lès-Rouhling liegt auf halbem Wege zwischen Forbach und Sarreguemines, nahe der Grenze zu Deutschland auf einer Höhe zwischen 210 und 343 m über dem Meeresspiegel. Das Gemeindegebiet umfasst 4,31 km².

## Geschichte
Der Ort wurde urkundlich erstmals 1315 als Lüxinga erwähnt. Von 1591 bis 1758 gehörte der Ort zur Reichsherrschaft Kerpen. 

### Bevölkerungsentwicklung
| Jahr      | 1962 | 1968 | 1975 | 1982 | 1990 | 1999 | 2007 | 2019 |
| Einwohner | 652  | 675  | 734  | 717  | 789  | 830  | 896  | 877  |

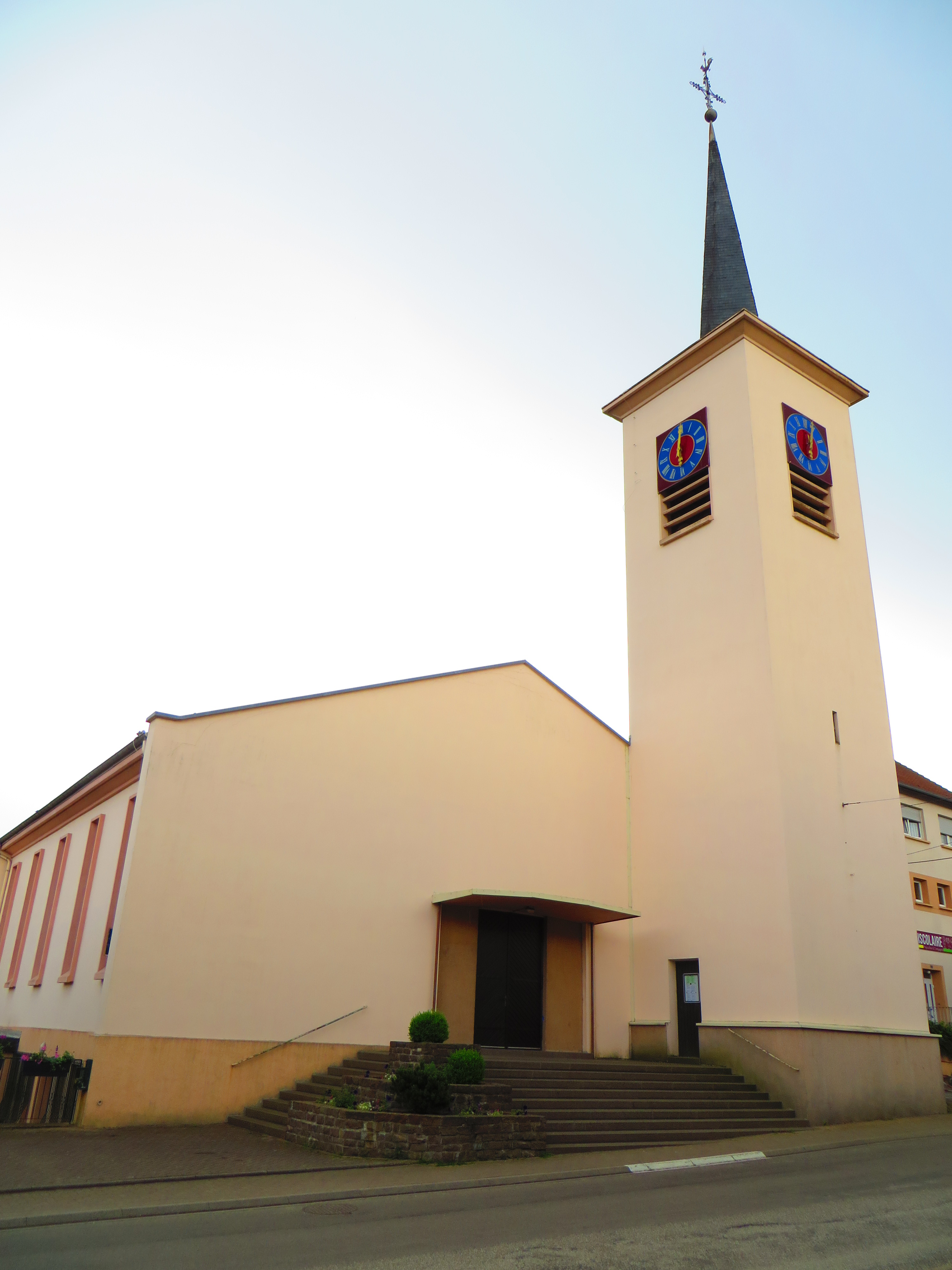
Kirche Saint-Maurice
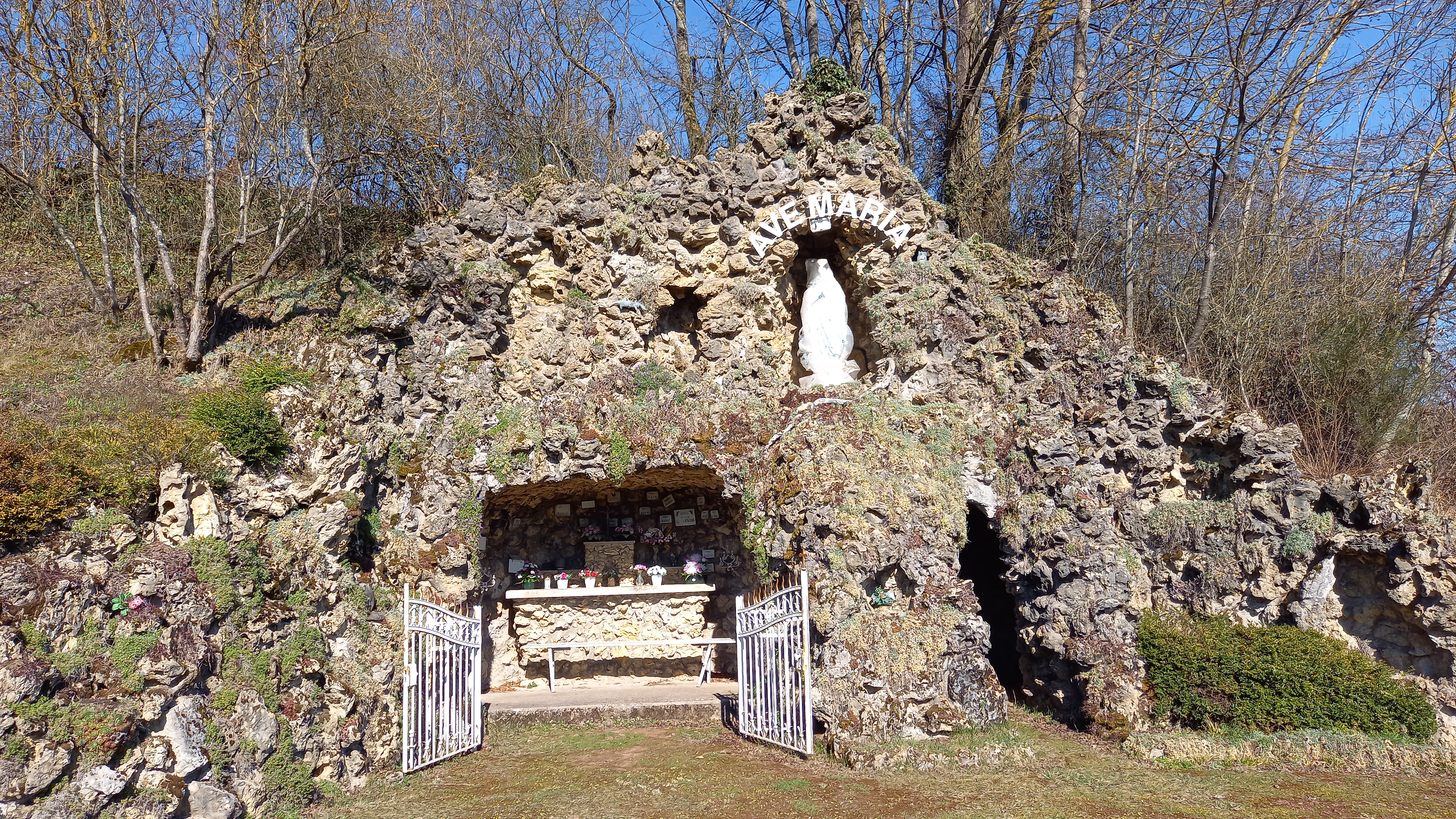
Replik einer Lourdesgrotte